# 약관의 해석
약관은 신의성실의 원칙에 따라 공정하게 해석되어야 하며, 고객에 따라 다르게 해석되어서는 아니되며 약관의 뜻이 명백하지 아니한 경우에는 고객에게 유리하게 해석되어야 한다.

## 신의칙과 수정해석
신의성실의 원칙은 약관작성의 원칙일 뿐 아니라 해석의 원칙이기도 하다. 특히 약관에 의한 계약의 내용이 고객의 법률상의 지위에 중대한 영향을 미치는 경우에는 신의칙에 따라 엄격히 해석해야한다고 한다.

## 공정한 해석
공정한 해석이란 약관을 작성한 사업자와 고객간의 이해를 객관적이고 평등하게 고려한 해석을 말한다. 

## 획일해석
약관은 동종의 거래관계자들에게 공통적으로 적용되는 계약내용이다. 그러므로 약관의 해석은 일반 법률행위의 해석과 달리 개개의 계약 당사자가 기도한 목적이나 의사를 기준으로 하지 않고, 평균적인 고객의 이해가능성을 기준으로 하되, 당해 거래관계 전체의 이해관계를 고려하여 객관적•획일적으로 해석하여야 한다

## 불명확조항의 해석
명확하게 해석되지 않는 계약조항은 그 적용을 제한하거나 또는 작성자에게 불명료의 위험을 부담시키는 작정자불리의 원칙이 로마법이래의 계약 해석의 원칙이다.
약관은 작성자인 사업자에 의하여 일방적으로 유리하게 작성되고 고객에게는 그 약관내용에 관한 교섭이나 검토의 기회가 제대로 주어지지 않는 것이 일반적이다. 이러한 형성의 과정에 비추어 고객보호의 측면에서 약관내용이 명백하지 못하거나 의심스러운 때에는 약관작성자에게 불리하게 제한해석하여야 한다는 작성자불리의 원칙이 더욱 강하게 요청되므로 약관규제법에서 이를 명문화한 것이다.

## 참고 문헌
- 이철송,상법총칙•상행위,(서울: 박영사, 2014)